# Violieren

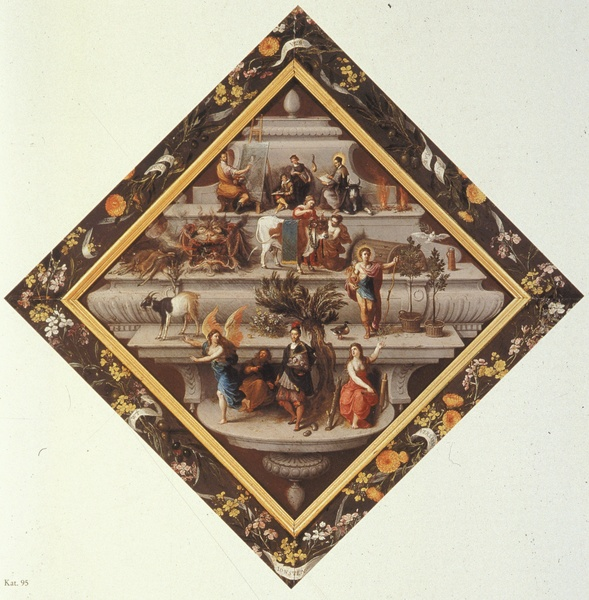
Emblema do grupo

O Violieren (wallflower ou gillyflower) era uma câmara de retórica que remonta ao século XV em Antuérpia, quando era uma sociedade de drama social com ligações estreitas com a Guilda de São Lucas. Era uma das três guildas de teatro da cidade, sendo as outras duas a Goudbloem e a Olyftack . Em 1660, o Violieren se fundiu com o ex-rival Olyftack e, em 1762, a sociedade foi totalmente dissolvida.

## História
Muito do que se sabe hoje sobre as câmaras de retórica de Antuérpia vem dos arquivos da cidade e da corporação. De acordo com uma nota do ano de 1480 nos primeiros registros da Guilda de St. ano. Seu lema era "Wt ionsten versaemt" (unidos na amizade). A partir de 1490, a câmara recebeu uma doação anual da cidade de Antuérpia. Em 1493 eles participaram de um grande concurso em Mechelen e em 1496 eles organizaram seu próprio "Landjuweel" em Antuérpia.

## OLandjuweelde 1561

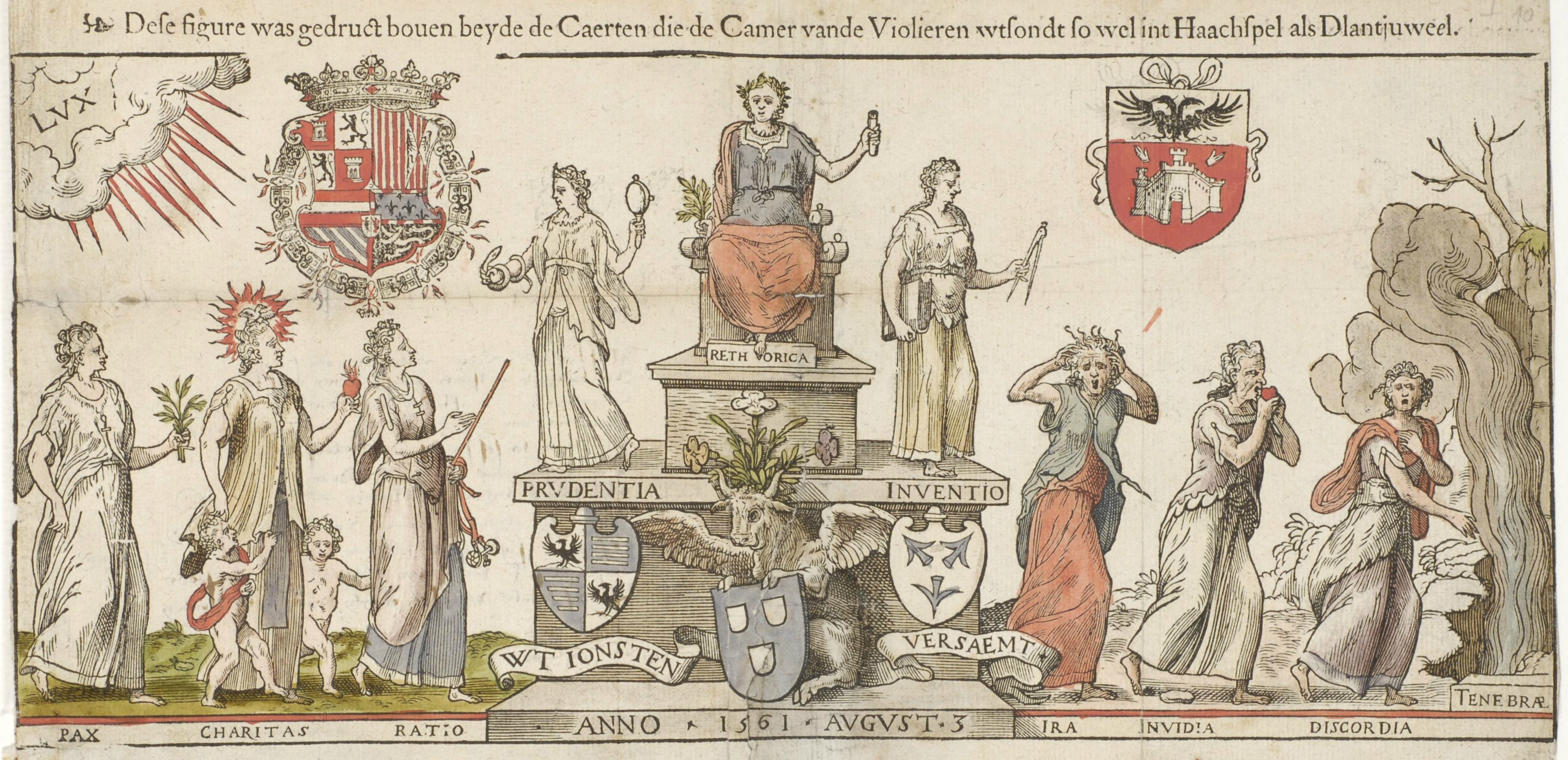
Convite impresso para outras câmaras de retórica pelo Antwerp Violieren, para o Landjuweel de 1561

Em 1561, uma grande competição de 13 câmaras de retórica no Ducado de Brabant foi organizada por De Violieren em Antuérpia. A competição chamada 'landjuweel' em holandês ('jóia da terra') foi realizada em intervalos de 7 anos entre 1515 e 1541. Mas por causa da agitação pública nos Países Baixos houve uma interrupção de 20 anos antes de De Violieren, que havia vencido o último landjuweel, organizar outra edição da competição. Um landjuweel envolvia apresentações de drama, procissões, tableaux vivants e recitações de poesia. Estima-se que 5.000 participantes de doze cidades diferentes viajaram para Antuérpia para o evento de 1561.
Willen van Haecht, que na época era o fator (poeta no título) de De Violieren, escreveu os convites e o material introdutório para o landjuweel de 1561. Este material pretendia ser uma espécie de declaração de missão para o evento e deu-lhe um enquadramento político, literário e económico. Na competição de 1561, as câmaras participantes foram obrigadas a fornecer uma solução para as questões de paz, conhecimento e comunidade em todas as partes da competição. O convite e as moralidades do concurso, assim como outras obras poéticas, foram publicados em 1562 sob o título "Spelen van sinne, vol scoone moralisacien, vvtleggingen ende bediedenissen op alle loeflijcke consten" com um prefácio de van Haecht.

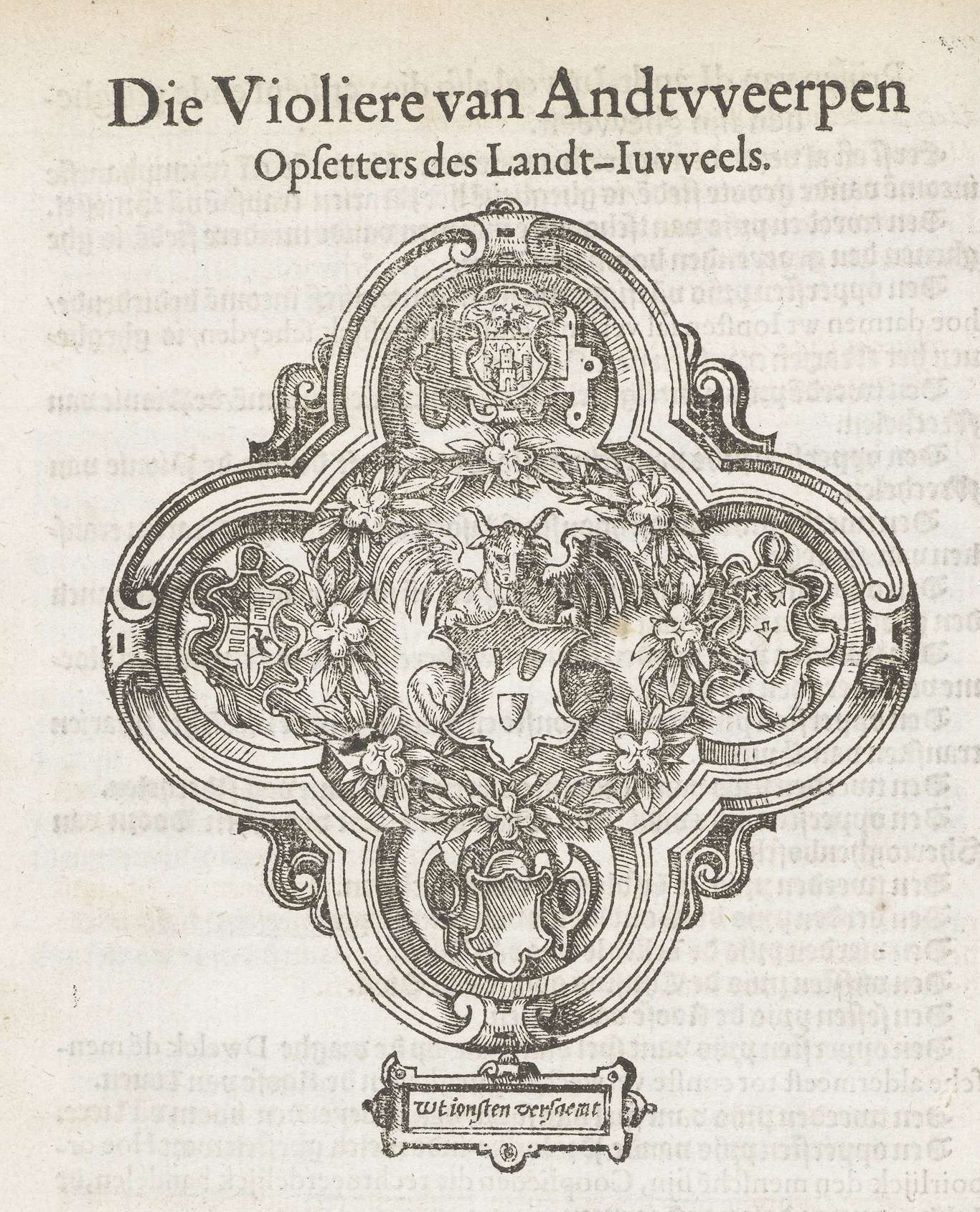
O emblema do Violieren van Antwerpen para o Landjuweel

O prólogo das peças reais escritas por van Haecht descreve como Rhetorica está dormindo no colo protetor de Antuérpia, onde foi descoberta por três ninfas. As duas primeiras jogadas realizadas antes do início real do landjuweel foram pelas mãos de van Haecht. A primeira peça chamada Oordeel van Tmolus tusschen Apollo en Pan, trata do tema mitológico do julgamento de Midas. Midas havia decidido a favor de Pan em uma competição de performance musical entre Apollo e Pan. Como punição, Apolo transformou as orelhas de Midas em orelhas de burro. Midas tentou esconder seus ouvidos de deus, mas não conseguiu. Aparentemente, o autor queria produzir uma obra renascentista, ao mesmo tempo em que extraía seu material da mitologia clássica. No entanto, na segunda parte da peça, ela se transforma em sotterny medieval (farsa). Van Haecht também escreveu a segunda peça preliminar chamada Prólogo, na qual exaltava a virtude da unidade. Van Haecht também escreveu a peça de despedida, Oorloff oft Adieu, e a peça final de outra competição de teatro realizada ao mesmo tempo que o landjuweel conhecido como haagspel . Na peça de despedida, ele avança a tese de que a decadência de Roma e de outros impérios antigos não deve ser atribuída à descrença ou rejeição de Deus, mas ao declínio das artes.
Na Biblioteca Real da Bélgica é mantido um conjunto de documentos referidos como Landjuweel van Antwerpen, 1561 (número de catálogo II 13.368 E (RP)). É composto de todos os tipos de papéis soltos de tamanhos diferentes sem fólio, alguns dos quais são impressos, outros manuscritos. A data de 1561 está incorreta, pois inclui um coro datado de 1578. Essa coleção heterogênea de papéis, alguns dos quais relacionados ao landjuweel de 1561, provavelmente foi agrupada por Willem van Haecht. Ele acrescentou as seguintes peças escritas por ele mesmo: um refrão em Om datmen vianden moest voor vrienden houwen (Porque é preciso tratar os inimigos como amigos) (1576), um refrão em Godt slaet en geneest, den droeuen hy blijde maeckt (Deus bate e curar e alegrar os tristes) e um refrão em "De rijcke weet qualijck hoe daerme te moey is" Os ricos não entendem como os pobres estão cansados). A última página do maço de papéis tem cerca de 20 versos, provavelmente de um refrão de "Betrout in Godt, Hy en sal v niet verlaten" (Confie em deus e ele não te deixará).